# L'Annonciation (Vasari)
Pour les articles homonymes, voir L'Annonciation.
L'Annonciation est un tableau réalisé par le peintre italien Giorgio Vasari entre 1563 et 1572. De format vertical, cette huile sur bois de peuplier est une peinture chrétienne qui représente l'Annonciation, avec à gauche Marie assise un livre en main et à droite Gabriel tenant quant à lui un rameau de lys, un genou à terre devant elle. 
La scène se déroule dans la chambre de Marie, laquelle est assise sur son lit à baldaquin, l'archange, lui, devant une ouverture à fronton architecturé.
Les deux protagonistes, sous le vol de la colombe du Saint-Esprit, portent une auréole, fine, dorée et perspective.
L'œuvre est le panneau central d'un triptyque provenant de l'église Santa Maria d'Arezzo, en Toscane, et qui est à présent dispersé. Emportée en France en 1813, elle est conservée au musée du Louvre, à Paris. Les volets latéraux, qui figurent Donat d'Arezzo et Dominique de Guzmán, se trouvent à Florence.